# Enric Crous-Vidal
Enric Crous-Vidal, né en 1908 à Lérida et décédé en 1987 à Noyon, est un graphiste, créateur de caractère et écrivain espagnol.
En 1939, à cause de la guerre civile espagnole, il s’exile en France. En 1954, il devient directeur artistique de la Fonderie typographique française pour laquelle il a dessiné plusieurs polices d’écriture, dont notamment Flash (1953), Paris (1953), et Île-de-France (1960). Se basant sur les idées de Raymond Savignac, il crée le mouvement Graphie latine, proposant une approche différente au style typographique international et plus adapté à la culture latine.

## Œuvres
- Enric Crous-Vidal, « Richesse de la Graphie Latine », Les Cahiers d’Estienne s.n., Collège technique Estienne, no 17,‎ 1951.
- Enric Crous-Vidal, Grâce et harmonie du graphisme latin & autres remarques, Paris, 1954.
- Enric Crous-Vidal, Doctrine & Action. Pour la renaissance du graphisme latin, Paris, Damien, 1954.
- Enric Crous-Vidal, Pour la renaissance du graphisme latin. Suite doctrinale du mouvement graphique, Paris, 1956.
- Enric Crous-Vidal, Enric Crous : memòries, Editorial Mediterrània, 2007.